# Tomoplagia bicolor
Tomoplagia bicolor är en tvåvingeart som beskrevs av Prado, Norrbom och Lewinsohn 2004. Tomoplagia bicolor ingår i släktet Tomoplagia och familjen borrflugor. Inga underarter finns listade i Catalogue of Life.